# Ochrophlebia
Ochrophlebia is een geslacht van rechtvleugeligen uit de familie Pyrgomorphidae. De wetenschappelijke naam van dit geslacht is voor het eerst geldig gepubliceerd in 1873 door Stål.

## Soorten
Het geslacht Ochrophlebia  is monotypisch en omvat slechts de volgende soort:
- Ochrophlebia cafra (Linnaeus, 1764)